# Nelloptodes gretae
Nelloptodes gretae (лат.) — вид жуков-перокрылок рода Nelloptodes (Ptiliidae).
Назван в честь экоактивистки Греты Тунберг.

## Распространение
Встречаются в Кении, Найроби.

## Описание
Жук-перокрылки мелкого размера, длина около 1 мм. Основная окраска тела желтовато-коричневая. Глаза и крылья отсутствуют. Усики длинные с 3-члениковой булавой.

## Таксономия
Впервые был описан в 2019 году британским энтомологом Майклом Дэрби по материалам экспедиции Уильяма Блока (W.C. Block) в Уганду и Кению 1964—1965 годов, коллекции которой переданы в британский музей Лондонский музей естественной истории в 1978 году. Изучая под микроскопом почвенные пробы из этой коллекции Дэрби обнаружил там новый вид. Включён в состав нового рода Nelloptodes Darby, 2019 вместе с видами Nelloptodes blocki, Nelloptodes globulus, Nelloptodes keitai.